# Sceloporus
Genre
Sceloporus est un genre de sauriens de la famille des Phrynosomatidae.

## Répartition
Les 98 espèces de ce genre se rencontrent en Amérique du Nord et en Amérique centrale.

## Liste des espèces
Selon The Reptile Database (2 septembre 2019) :
- Sceloporus acanthinus Bocourt, 1873
- Sceloporus adleri Smith & Savitzky, 1974
- Sceloporus aeneus Wiegmann, 1828
- Sceloporus albiventris Smith, 1939
- Sceloporus anahuacus Lara-Gongora, 1983
- Sceloporus angustus (Dickerson, 1919)
- Sceloporus arenicolus Degenhardt & Jones, 1972
- Sceloporus asper Boulenger, 1897
- Sceloporus aurantius Grummer & Bryson, 2014
- Sceloporus aureolus Smith, 1942
- Sceloporus becki Van Denburgh, 1905
- Sceloporus bicanthalis Smith, 1937
- Sceloporus bimaculosus Phelan & Brattstrom, 1955
- Sceloporus bulleri Boulenger, 1894
- Sceloporus caeruleus Smith, 1936
- Sceloporus carinatus Smith, 1936
- Sceloporus cautus Smith, 1938
- Sceloporus chaneyi Liner & Dixon, 1992
- Sceloporus chrysostictus Cope, 1866
- Sceloporus clarkii Baird & Girard, 1852
- Sceloporus consobrinus Baird & Girard, 1853
- Sceloporus couchii Baird, 1859
- Sceloporus cowlesi Lowe & Norris, 1956
- Sceloporus cozumelae Jones, 1927
- Sceloporus cryptus Smith & Lynch, 1967
- Sceloporus cupreus Bocourt, 1873
- Sceloporus cyanogenys Cope, 1885
- Sceloporus cyanostictus Axtell & Axtell, 1971
- Sceloporus druckercolini Perez-Ramos & Saldana De La Riva, 2008
- Sceloporus dugesii Bocourt, 1873
- Sceloporus edbelli Smith, Chiszar & Lemos-Espinal, 2003
- Sceloporus edwardtaylori Smith, 1936
- Sceloporus esperanzae McCranie, 2018
- Sceloporus exsul Dixon, Ketchersid & Lieb, 1972
- Sceloporus formosus Wiegmann, 1834
- Sceloporus gadoviae Boulenger, 1905
- Sceloporus gadsdeni Castañeda-Gaytán & Díaz-Cárdenas, 2017
- Sceloporus goldmani Smith, 1937
- Sceloporus graciosus Baird & Girard, 1852
- Sceloporus grammicus Wiegmann, 1828
- Sceloporus grandaevus (Dickerson, 1919)
- Sceloporus halli Danmann & Smith, 1974
- Sceloporus heterolepis Boulenger, 1894
- Sceloporus hondurensis McCranie, 2018
- Sceloporus horridus Wiegmann, 1834
- Sceloporus hunsakeri Hall & Smith, 1979
- Sceloporus insignis Webb, 1967
- Sceloporus internasalis Smith & Bumzahem, 1955
- Sceloporus jalapae Günther, 1890
- Sceloporus jarrovii Cope, 1875
- Sceloporus lemosespinali Lara-Góngora, 2004
- Sceloporus licki Van Denburgh, 1895
- Sceloporus lineatulus Dickerson, 1919
- Sceloporus lunae Bocourt, 1873
- Sceloporus lundelli Smith, 1939
- Sceloporus macdougalli Smith & Bumzahem, 1953
- Sceloporus maculosus Smith, 1934
- Sceloporus magister Hallowell, 1854
- Sceloporus malachiticus Cope, 1864
- Sceloporus marmoratus Hallowell, 1852
- Sceloporus megalepidurus Smith, 1934
- Sceloporus melanorhinus Bocourt, 1876
- Sceloporus merriami Stejneger, 1904
- Sceloporus minor Cope, 1885
- Sceloporus mucronatus Cope, 1885
- Sceloporus nelsoni Cochran, 1923
- Sceloporus oberon Smith & Brown, 1941
- Sceloporus occidentalis Baird & Girard, 1852
- Sceloporus ochoterenae Smith, 1934
- Sceloporus olivaceus Smith, 1934
- Sceloporus olloporus Smith, 1937
- Sceloporus omiltemanus Günther, 1890
- Sceloporus orcutti Stejneger, 1893
- Sceloporus ornatus Baird, 1859
- Sceloporus palaciosi Lara-Gongora, 1983
- Sceloporus parvus Smith, 1934
- Sceloporus poinsettii Baird & Girard, 1852
- Sceloporus pyrocephalus Cope, 1864
- Sceloporus salvini Günther, 1890
- Sceloporus samcolemani Smith & Hall, 1974
- Sceloporus scalaris Wiegmann, 1828
- Sceloporus schmidti Jones, 1927
- Sceloporus scitulus Smith, 1942
- Sceloporus serrifer Cope, 1866
- Sceloporus shannonorum Langebartel, 1959
- Sceloporus siniferus Cope, 1870
- Sceloporus slevini Smith, 1937
- Sceloporus smaragdinus Bocourt, 1873
- Sceloporus smithi Hartweg & Oliver, 1937
- Sceloporus spinosus Wiegmann, 1828
- Sceloporus squamosus Bocourt, 1874
- Sceloporus stejnegeri Smith, 1942
- Sceloporus subpictus Lynch & Smith, 1965
- Sceloporus sugillatus Smith, 1942
- Sceloporus taeniocnemis Cope, 1885
- Sceloporus tanneri Smith & Larsen, 1975
- Sceloporus teapensis Günther, 1890
- Sceloporus torquatus Wiegmann, 1828
- Sceloporus tristichus (Cope, 1875)
- Sceloporus undulatus (Bosc & Daudin, 1801)
- Sceloporus unicanthalis Smith, 1937
- Sceloporus uniformis Phelan & Brattstrom, 1955
- Sceloporus utiformis Cope, 1864
- Sceloporus variabilis Wiegmann, 1834
- Sceloporus virgatus Smith, 1938
- Sceloporus woodi Stejneger, 1918
- Sceloporus zosteromus Cope, 1863

## Publication originale
- Wiegmann, 1828 : Beiträge zur Amphibienkunde. Isis von Oken, vol. 21, no 4, p. 364-383 (texte intégral).